# Key Tower
Key Tower (произносится Ки Та́уэр, рус. Башня Ключ) — офисный небоскрёб, расположенный по адресу: 127 Паблик-Скуэа, Кливленд, Огайо, США, в нескольких сотнях метров от озера Эри. Высота — 289 метров, 57 этажей. Занимает 23-ю строчку в списке самых высоких зданий США, является самым высоким зданием штата и города с 1990 года по настоящее время. До 2005 года был известен под названием Society Tower.

## Описание
Небоскрёб построен на месте здания Торговой палаты, стоявшего здесь с 1898 по 1955 год.

Архитектором здания мог стать Филип Джонсон, но предпочтение было отдано Сесару Пелли.

Изначально в холле первого этажа висело полотно «F-111» известного художника Джеймса Розенквиста, но в 1996 году владелец здания продал его Нью-Йоркскому музею современного искусства. Два года спустя на это место была куплена другая картина, «Песни на продажу», не менее известного художника Дэвида Салле.

К небоскрёбу вплотную примыкает здание Society for Savings Building (46 метров, 10 этажей, построено в 1890 году).

Крупнейшие арендаторы — KeyBank (с 2005 года), Squire Patton Boggs, Deloitte, BakerHostetler (5 этажей с 17-го по 21-й, ок. 10 700 м², 300 сотрудников, с 1 января 2016 года на 15 лет).
Основные параметры
- Строительство — с 17 октября 1988 по январь 1992 года
- Высота — 288,7 метров (шпиль), 270,7 метров (крыша)
- Этажность — 57 этажей
- Площадь помещений — 116 127 м²[5] (по другим данным — 143 995 м²[2])
- Владелец — Wells Real Estate Funds (с 2009 года)[6]
- Архитектор — Сесар Пелли
- Главный инженер — Magnusson Klemencic Associates[англ.]
- Главный застройщик — Ричард Джейкобс
- Стоимость строительства — 400 млн долларов

## История
О планах по строительству нового небоскрёба было объявлено в 1988 году. 17 октября того же года началось рытьё котлована, а собственно строительство началось в начале следующего года. 26 ноября 1990 года строящийся небоскрёб превысил отметку в 235 метров и таким образом с этого дня стал самым высоким зданием в штате Огайо, обойдя предыдущего рекордсмена — Terminal Tower. В мае 1991 года здание достигло расчётной высоты, а о полном окончании работ было объявлено в январе 1992 года.

Осенью 2005 года основным арендатором небоскрёба стала компания KeyBank, которая в октябре того же года разместила на высоте 233 метра четыре, по одному с каждой стороны света, своих символа — красных ключа. Размер каждого из них составил 10 на 4,5 метров, масса — по 600 килограммов. Соответственно, старое название Society Tower было заменено на нынешнее Key Tower.